# Johann Balthasar Stolle
Johann Balthasar Stolle (* 22. Dezember 1737 in Schweinfurt; † 24. Mai 1823) war ein deutscher Mediziner und Leibarzt des Fürstbischofs und Abts von Fulda.

## Leben
Johann Balthasar Stolle studierte bei Andreas Elias Büchner an der Universität Halle Medizin und wurde nach seiner Promotion zunächst praktischer Arzt in Schweinfurt. Später wirkte er als Hofrat und Leibarzt des Fürstbischofs und Abts von Fulda.
Am 18. Mai 1767 wurde er unter der Matrikel-Nr. 692 mit dem akademischen Beinamen Phaeton V. zum Mitglied der Leopoldina gewählt.